# Scirula pappilata
Scirula pappilata är en spindeldjursart som beskrevs av Lin 1997. Scirula pappilata ingår i släktet Scirula och familjen Cunaxidae. Inga underarter finns listade i Catalogue of Life.